# Aplatamus dispar
Aplatamus dispar is een keversoort uit de familie spitshalskevers (Silvanidae). De wetenschappelijke naam van de soort werd in 1889 gepubliceerd door David Sharp.